# Суд Париса

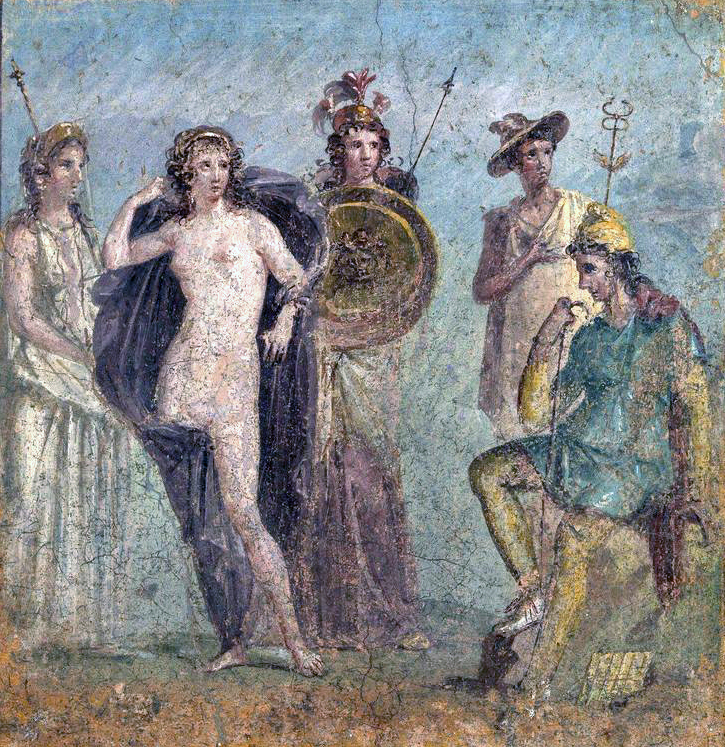
Суд Париса, фреска из Помпей

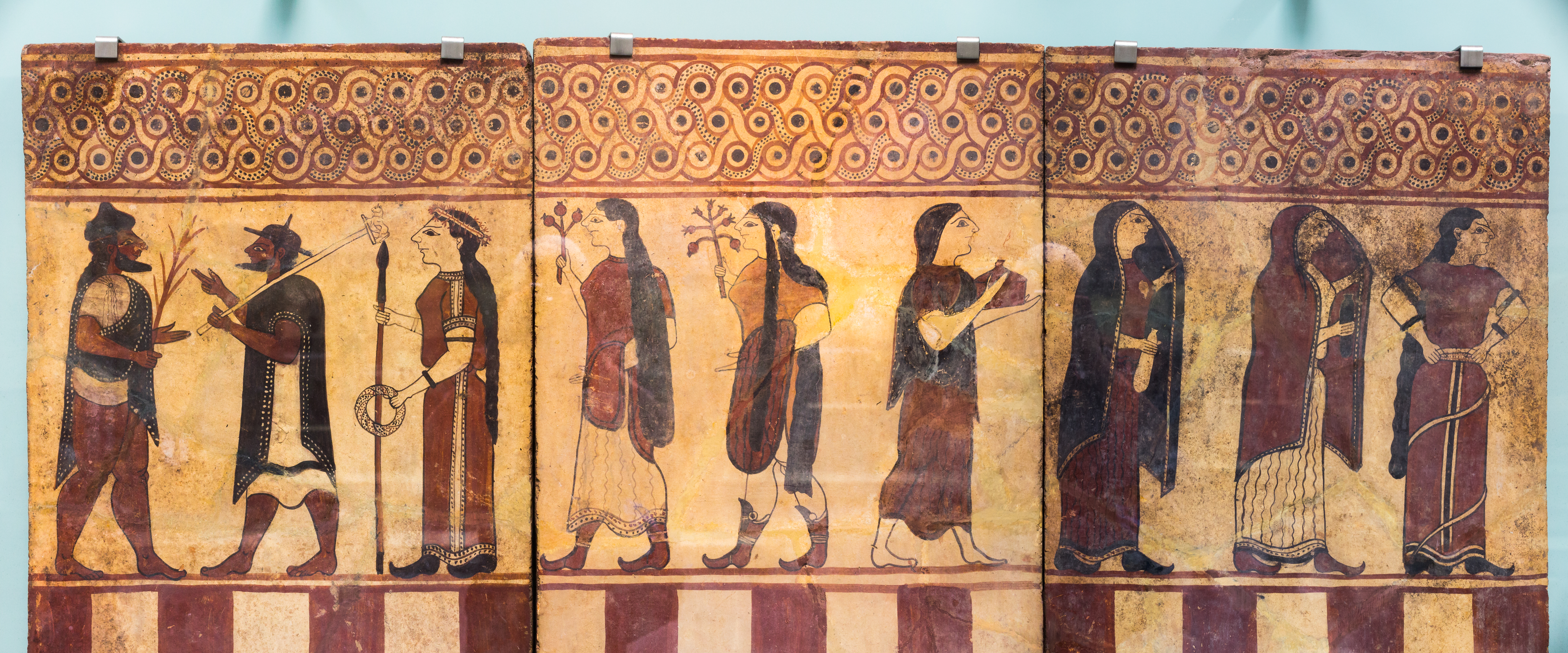
Парис принимает Гермеса, который ведет Афину, Геру и Афродиту, 560-550 гг. до н. э.

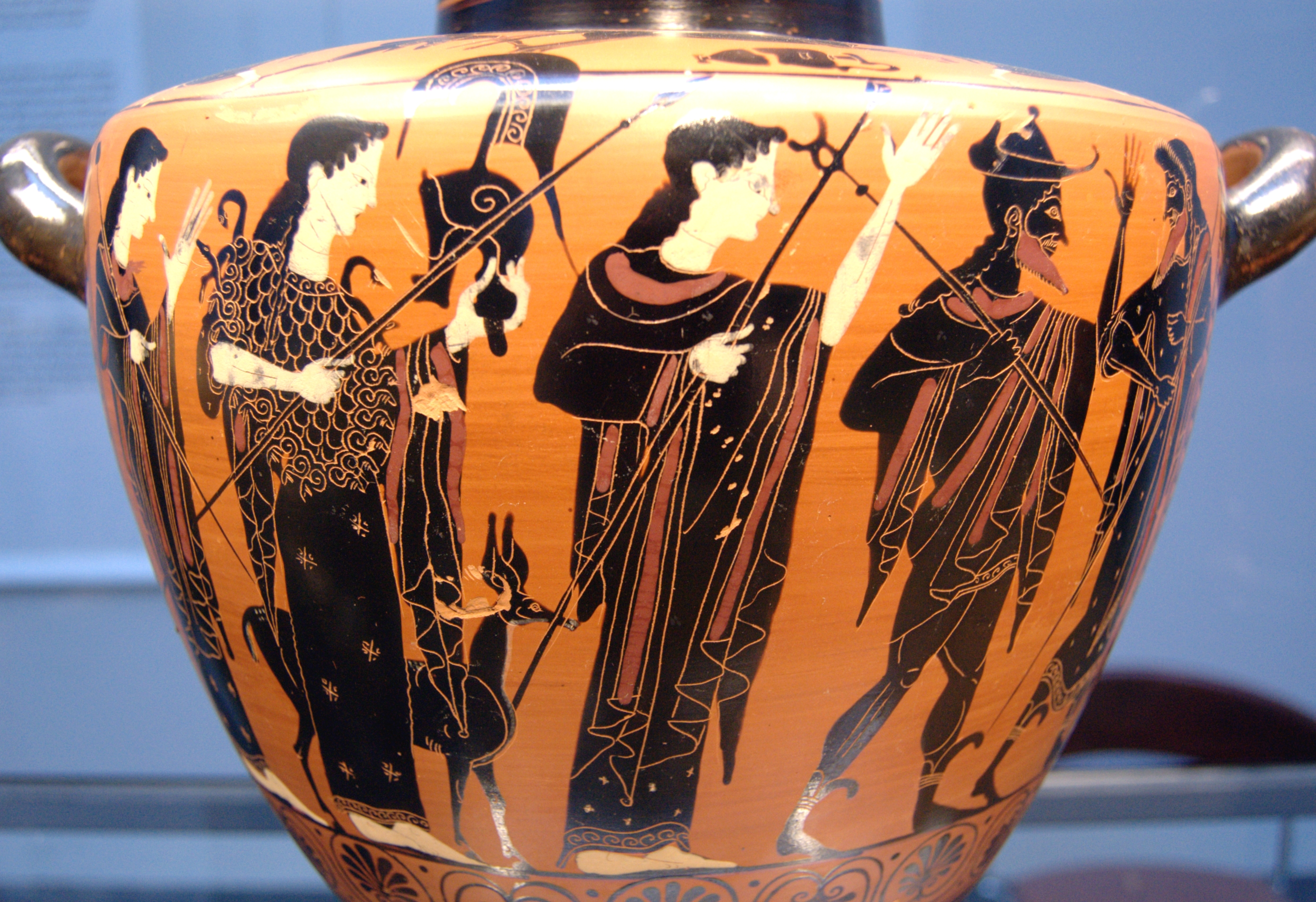
«Суд Париса». Ок. 510 до н. э. Чернофигурная аттическая гидрия. Государственное античное собрание. Мюнхен

Суд Париса — сюжет древнегреческой мифологии о пасторальном конкурсе красоты, на котором троянский царевич Парис выносит свой вердикт трём  богиням. Сцена не даёт указаний на ужасные события, которые последуют за этим вердиктом.

## Сюжет
Богиня раздора Эрида, обиженная тем, что её не пригласили на свадебный пир Пелея и Фетиды, решила отомстить богам и подбросила пирующим яблоко с надписью «Прекраснейшей» (др.-греч. καλλίστῃ, датив от καλος «прекрасный»). Тотчас между тремя богинями: женой Зевса Герой, воительницей Афиной и богиней любви Афродитой — возник спор: кому по праву принадлежит яблоко? Богини обратились к Зевсу, но тот отказался быть судьёй. Зевс отдал яблоко Гермесу и велел отвести богинь в окрестности Трои к прекрасному сыну царя Трои Парису, который и должен выбрать прекраснейшую из трёх богинь. Они явились к Парису обнажёнными. Каждая из них стала убеждать Париса отдать яблоко ей, суля юноше великие награды. Гера пообещала Парису власть над всей Азией, Афина — военные победы и славу. Парис отдал яблоко Афродите, которая обещала наградить его любовью любой женщины, которую он выберет. При этом она в восторженных выражениях описала ему Елену Прекрасную, дочь громовержца Зевса и Леды, и жену Менелая, царя Спарты. Это привело к похищению Елены Парисом, что и стало причиной Троянской войны. Парис стал любимцем Афродиты, и она во всём помогала ему. Гера и Афина возненавидели Париса и всех троянцев.

## В искусстве
- Суд Париса (картина)

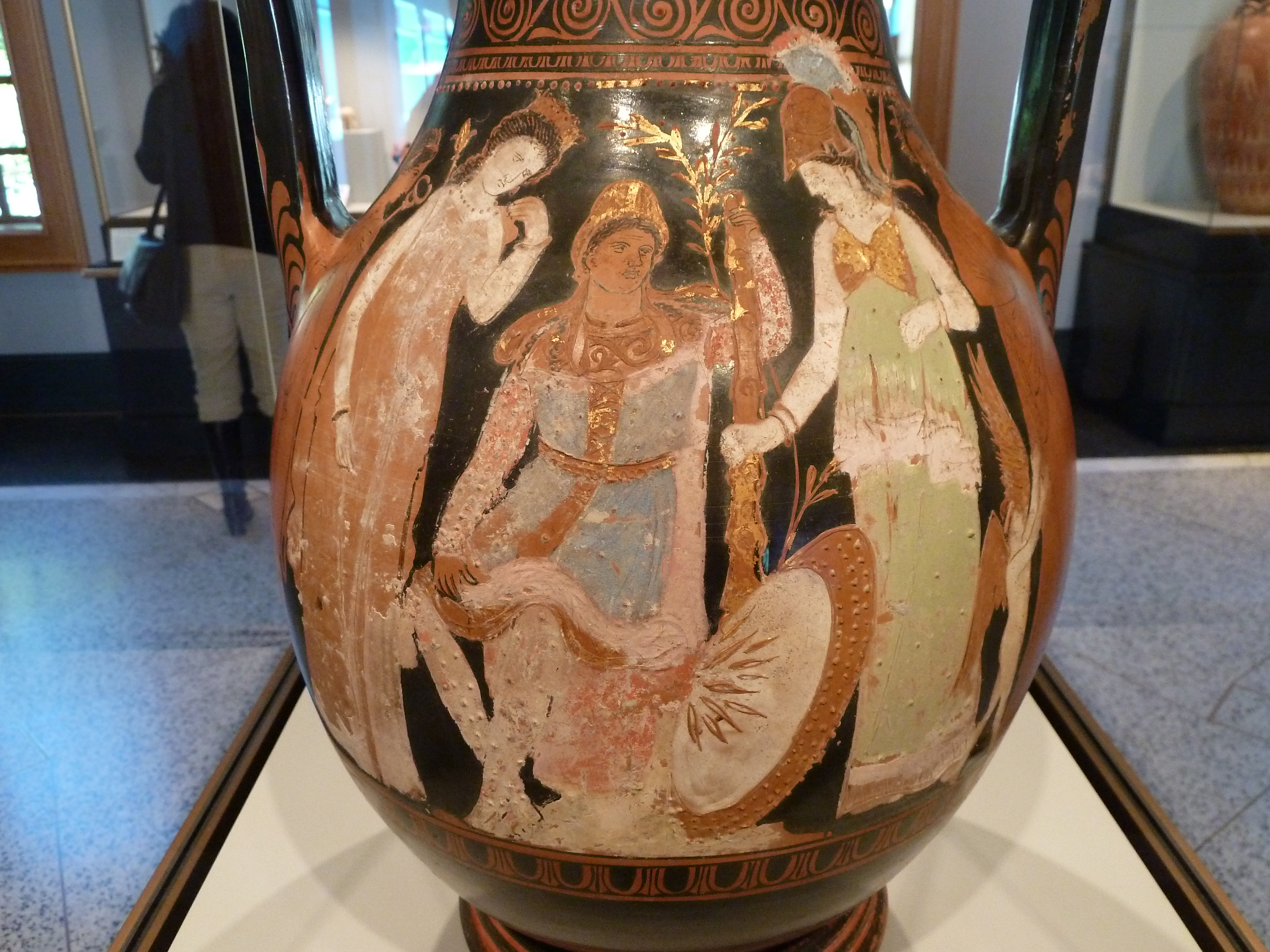
Лутрофор с Судом Париса (Афины, ок. 360 г. до н. э.)
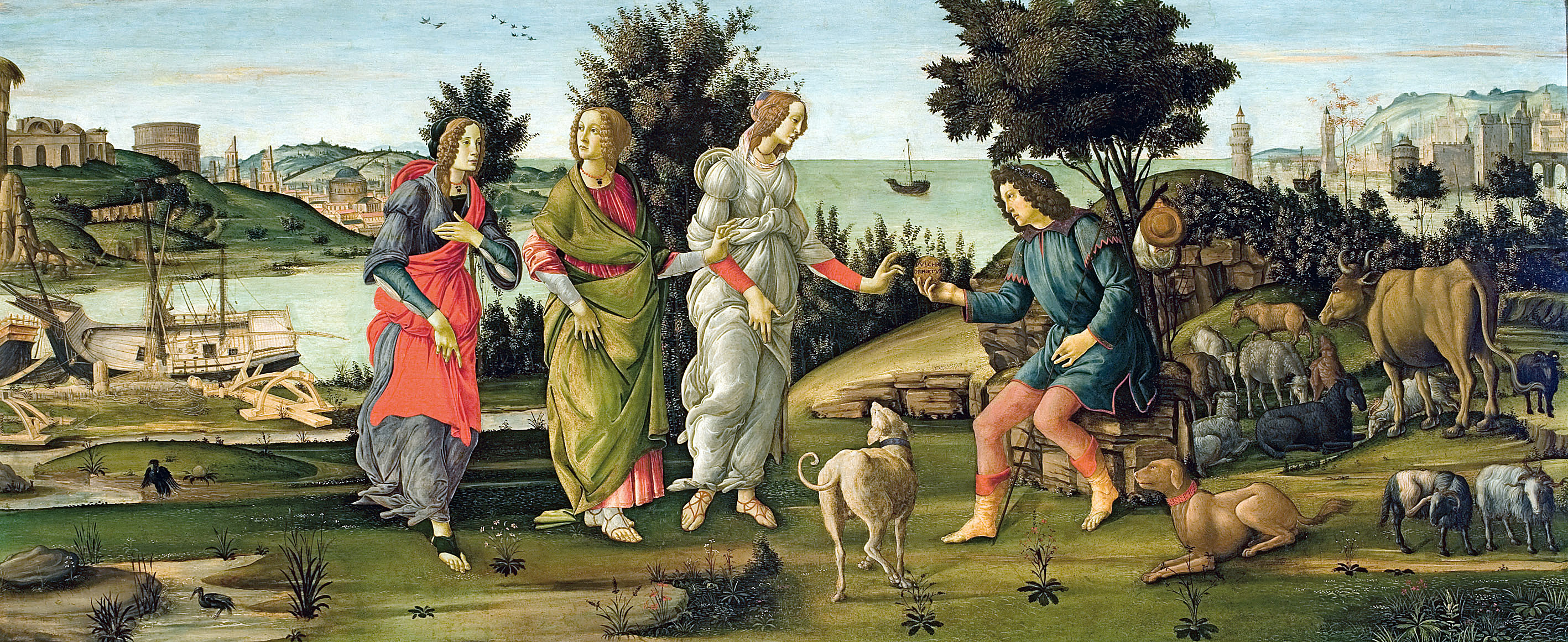
Сандро Боттичелли, ок. 1485-1488
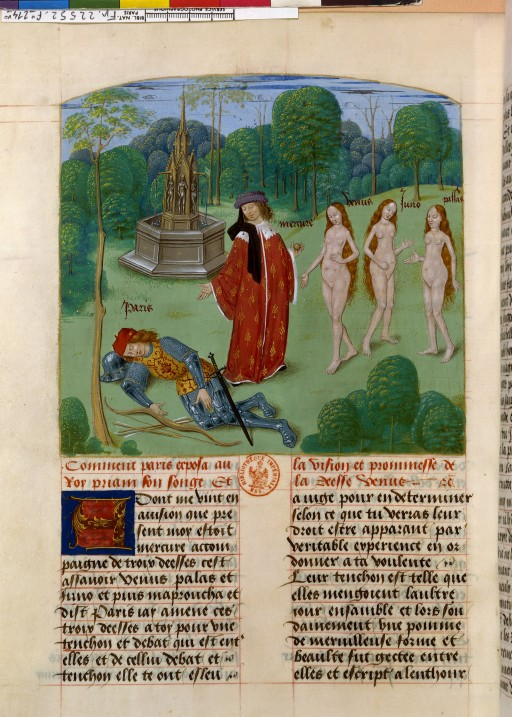
Миниатюра, ок. 1495
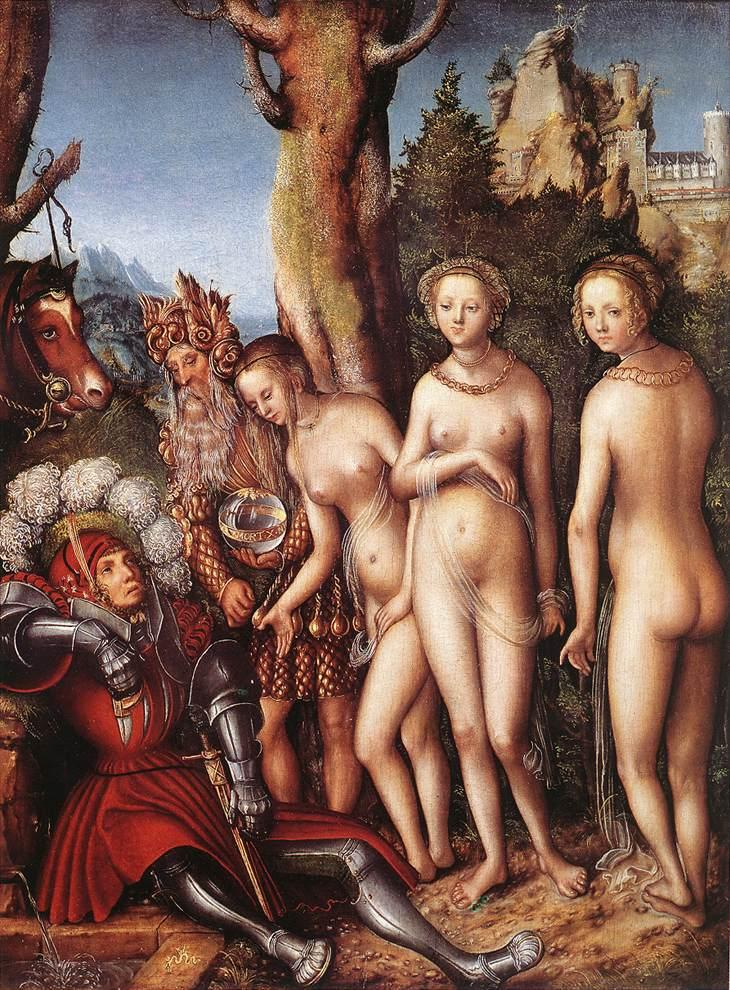
Лукас Кранах старший, ок. 1512-1514
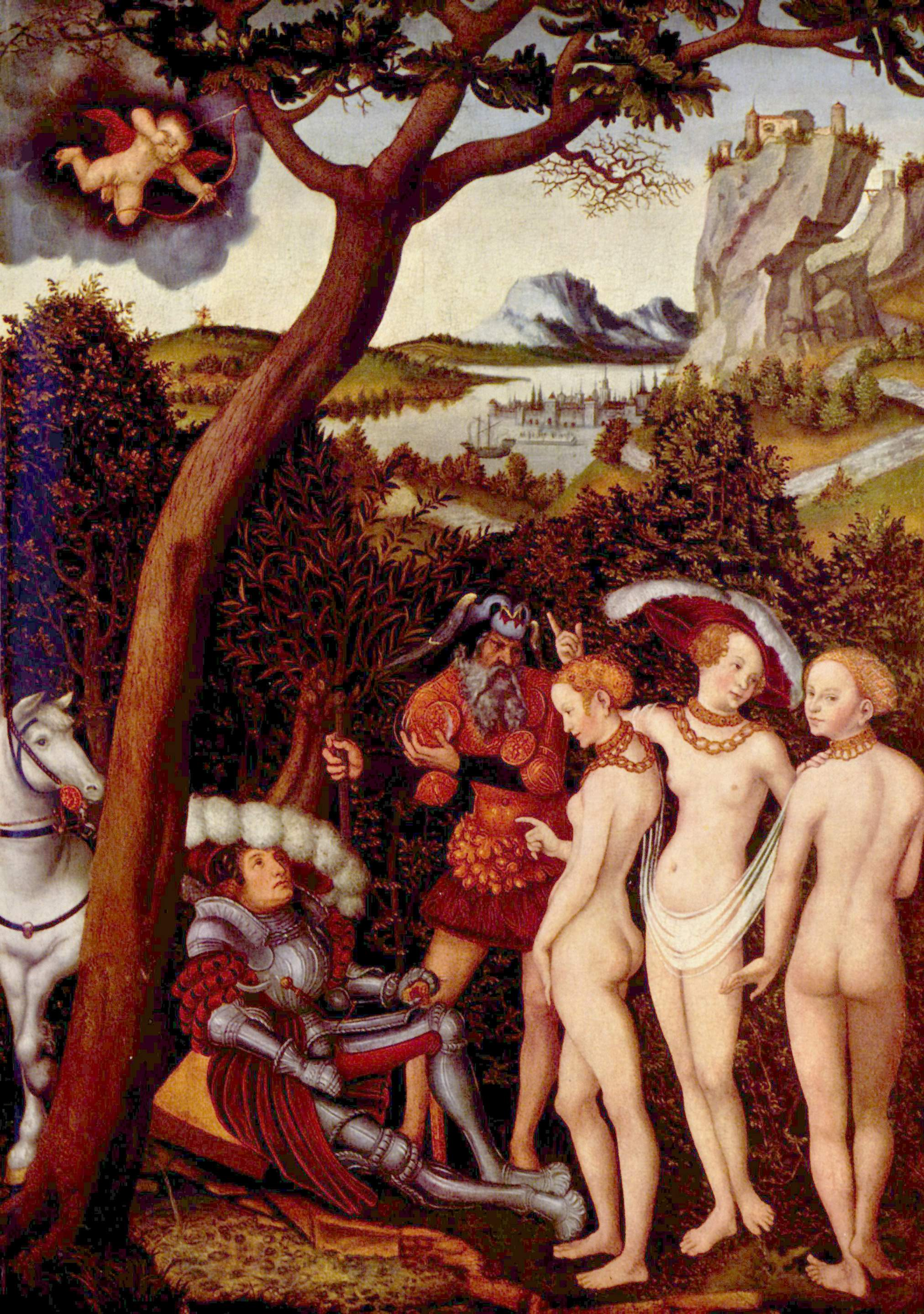
Лукас Кранах Старший, ок. 1528
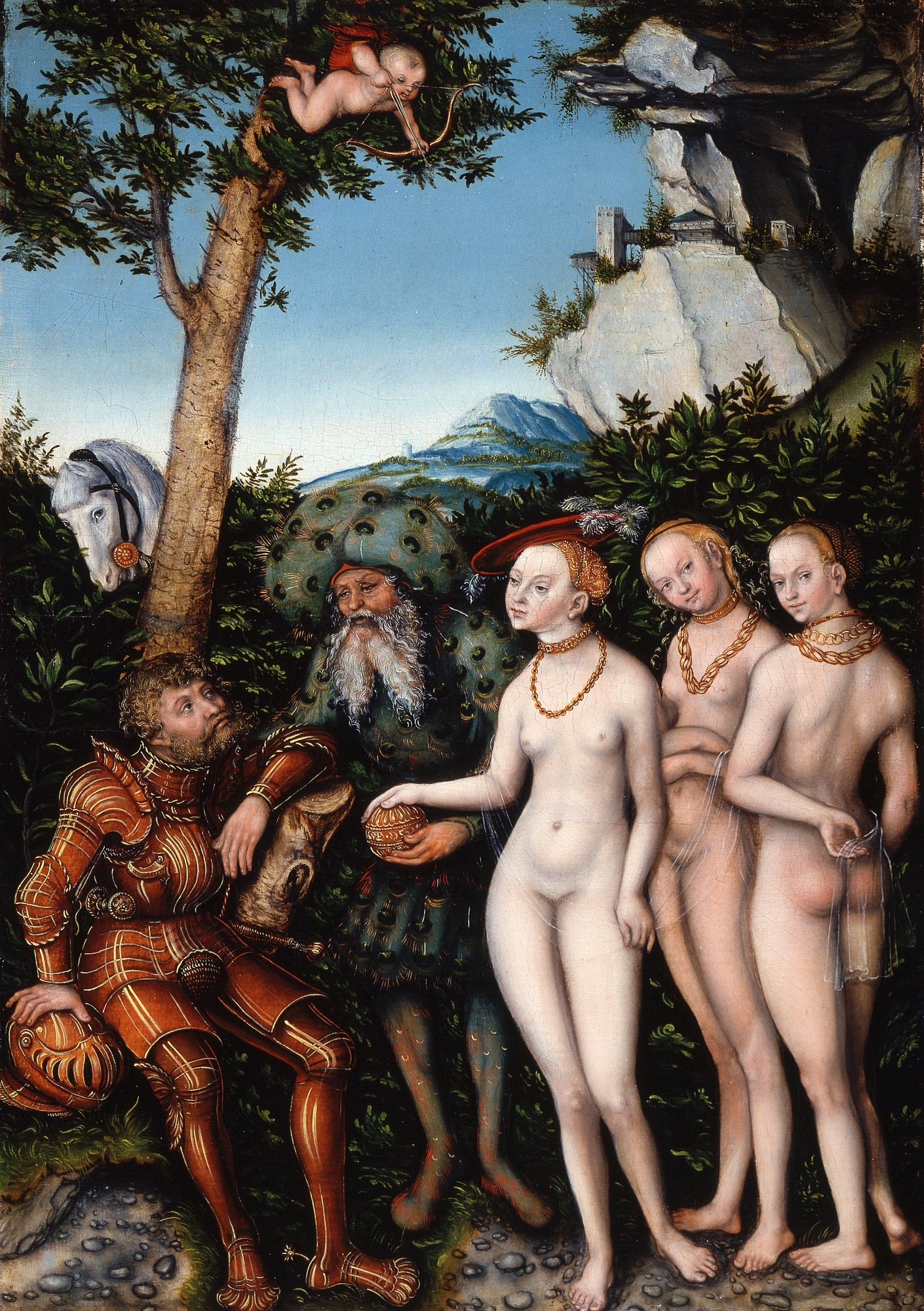
Лукас Кранах старший, ок. 1530
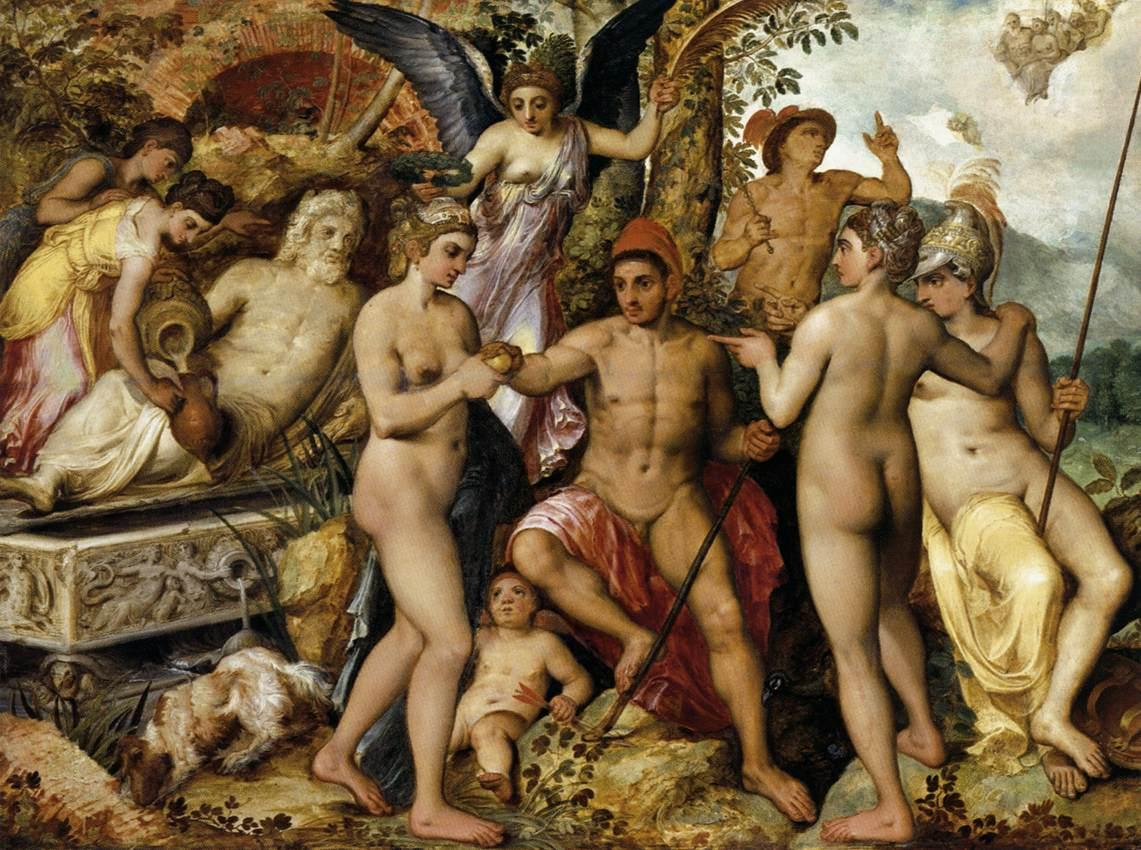
Франс Флорис, ок. 1548
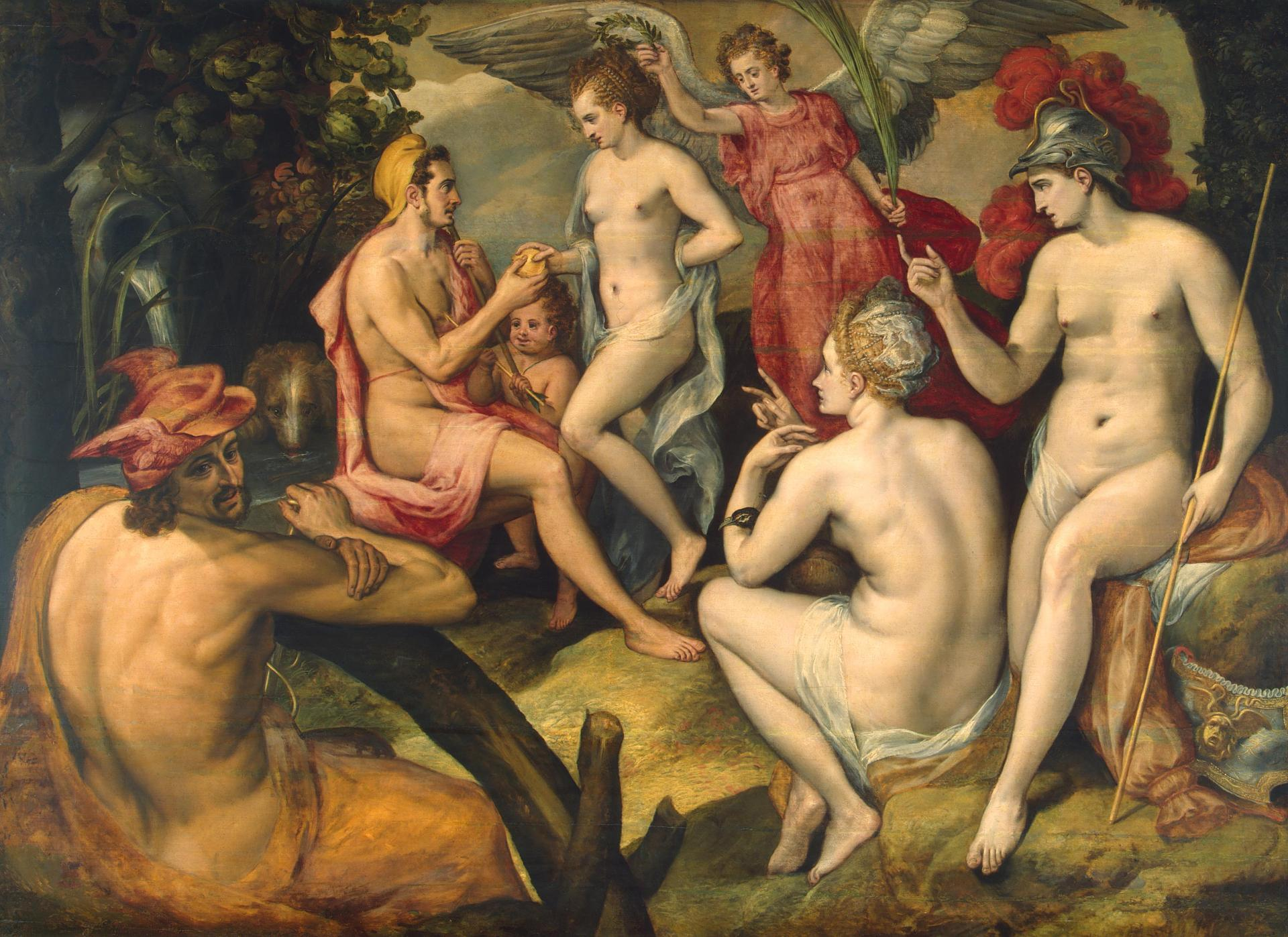
Франс Флорис, ок. 1550
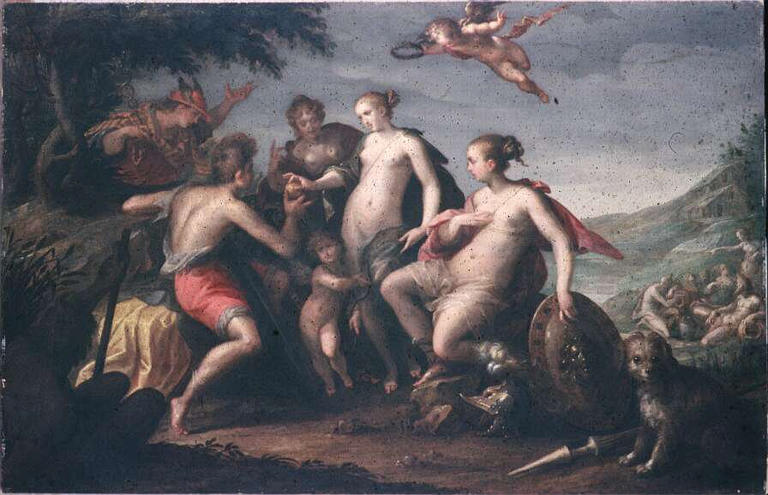
Ханс фон Аахен, ок. 1588
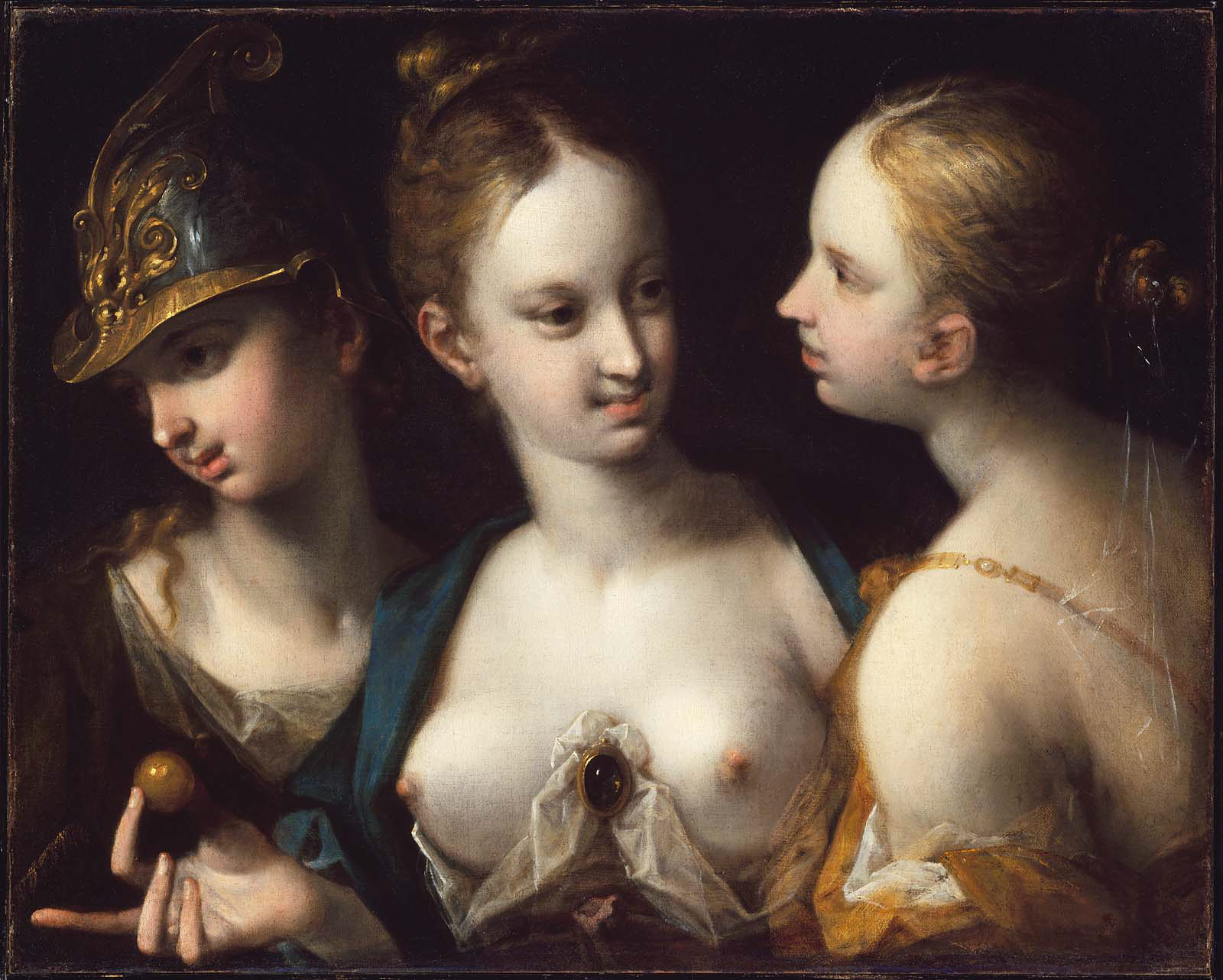
Ханс фон Аахен, ок. 1593.
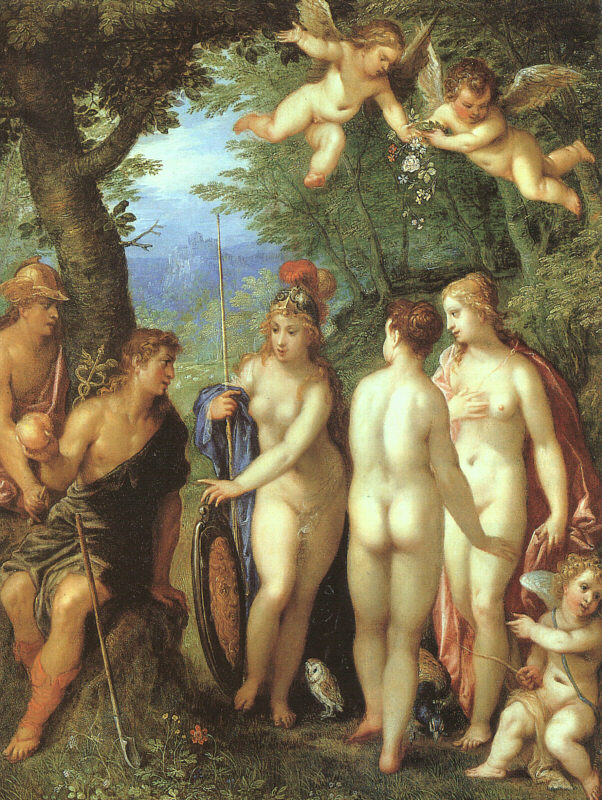
Хендрик ван Бален старший, ок. 1599
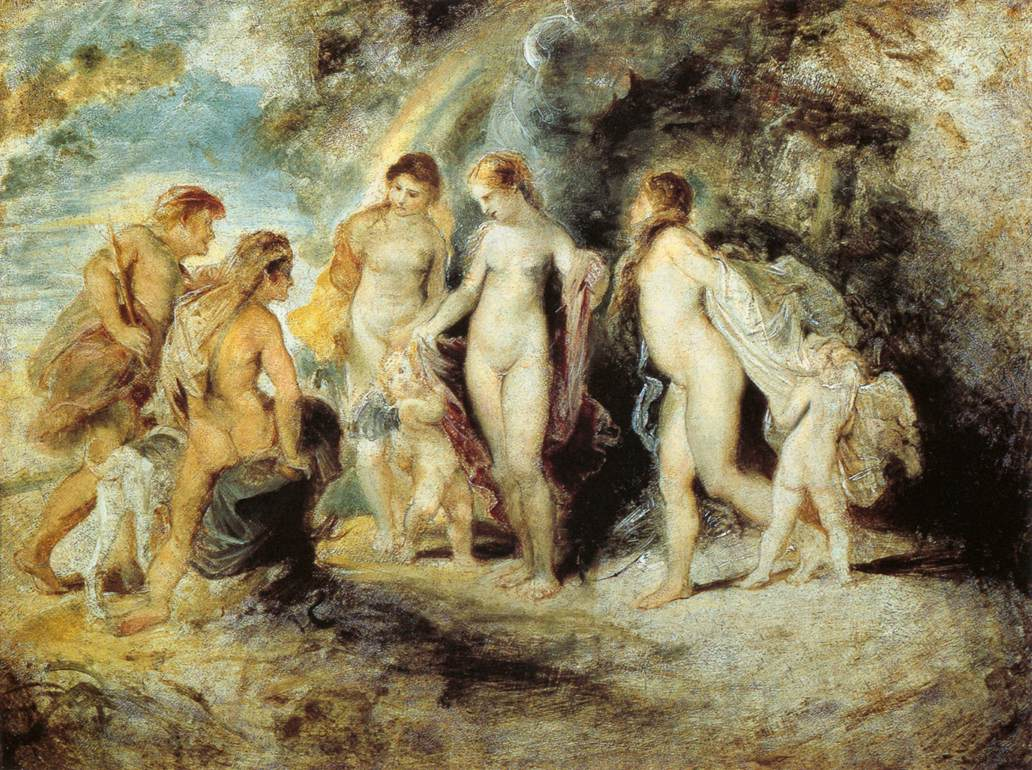
Петер Пауль Рубенс, ок. 1606
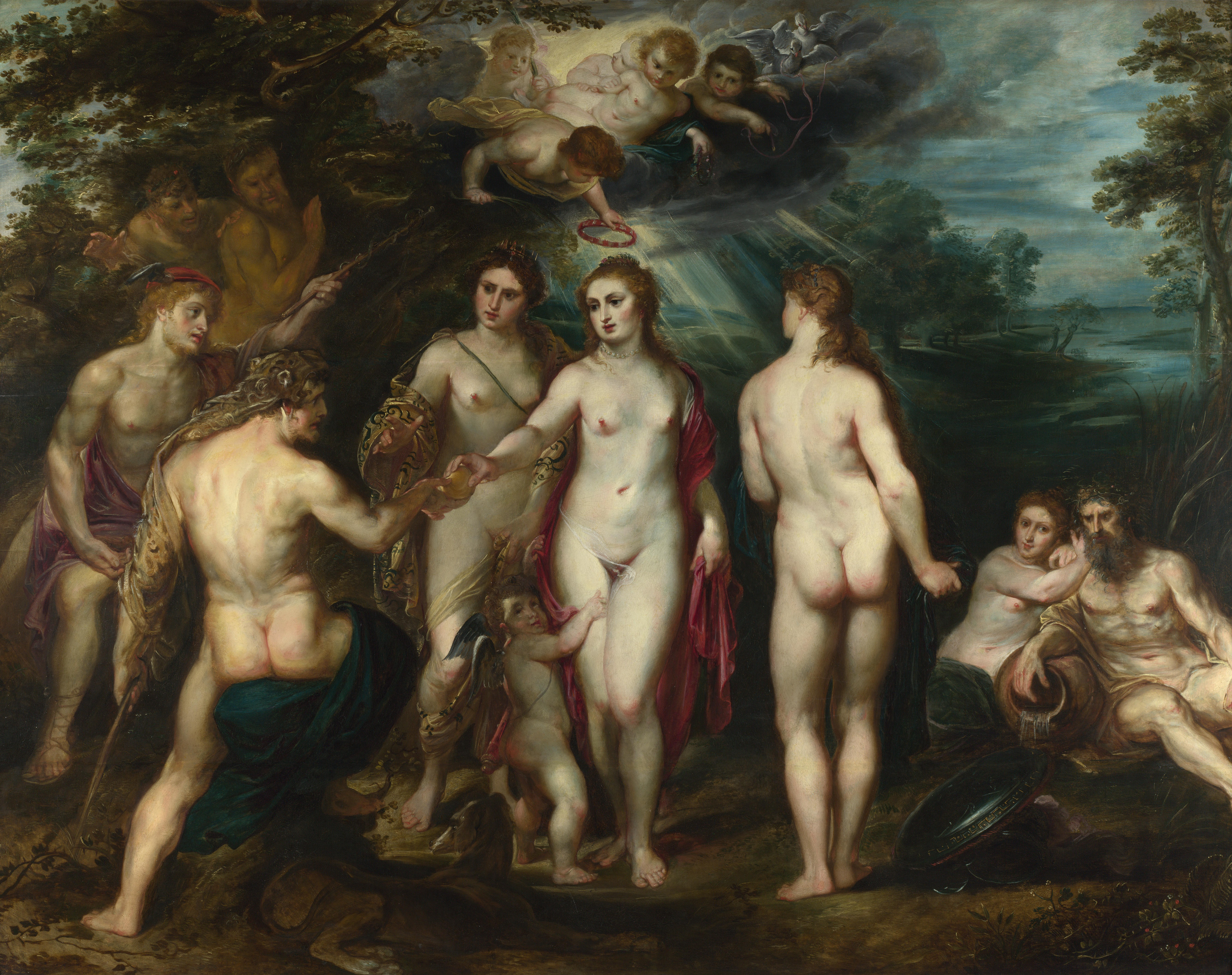
Петер Пауль Рубенс, ок. 1625
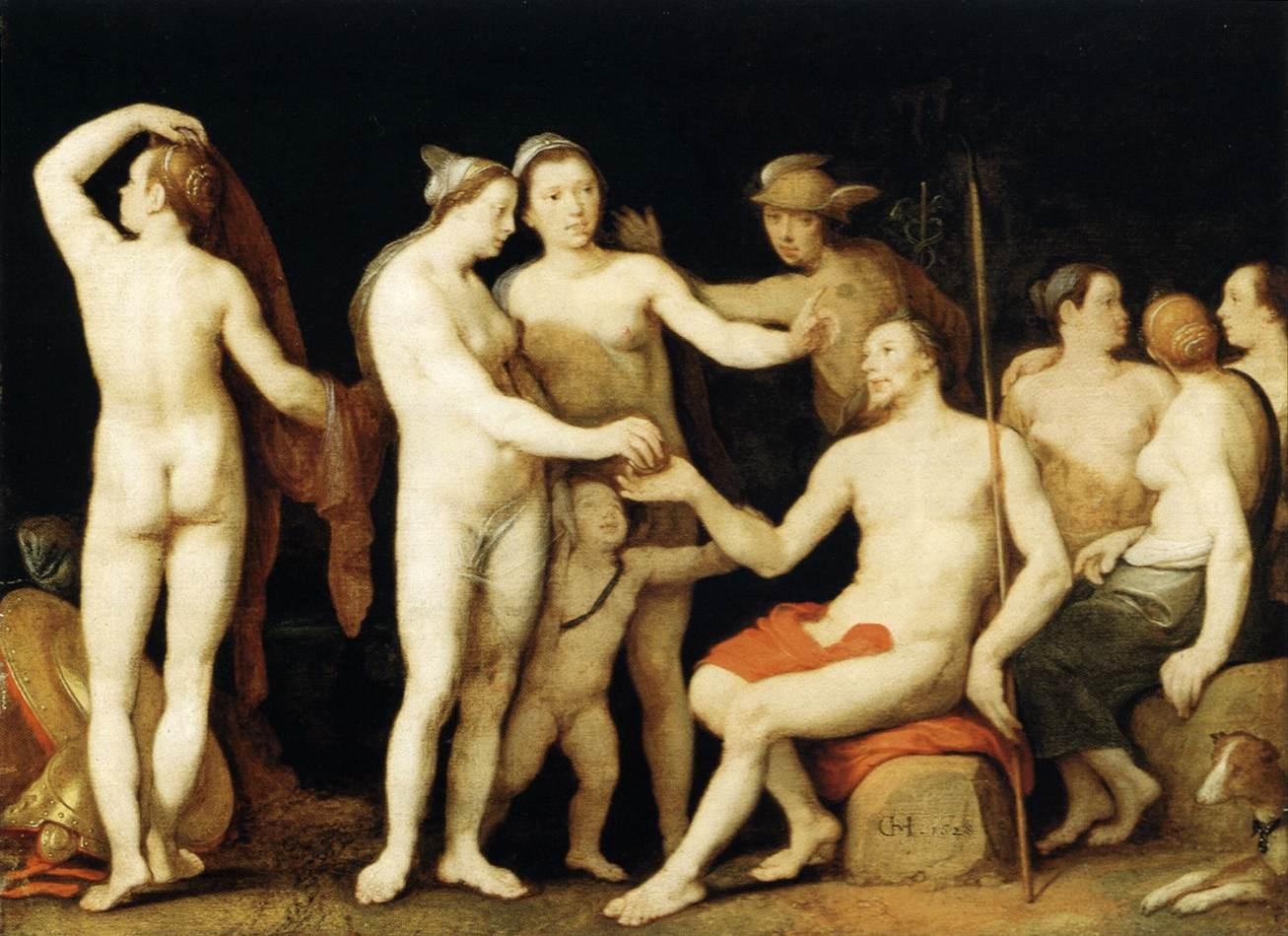
Корнелис Корнелиссен ван Хаарлем, ок. 1628
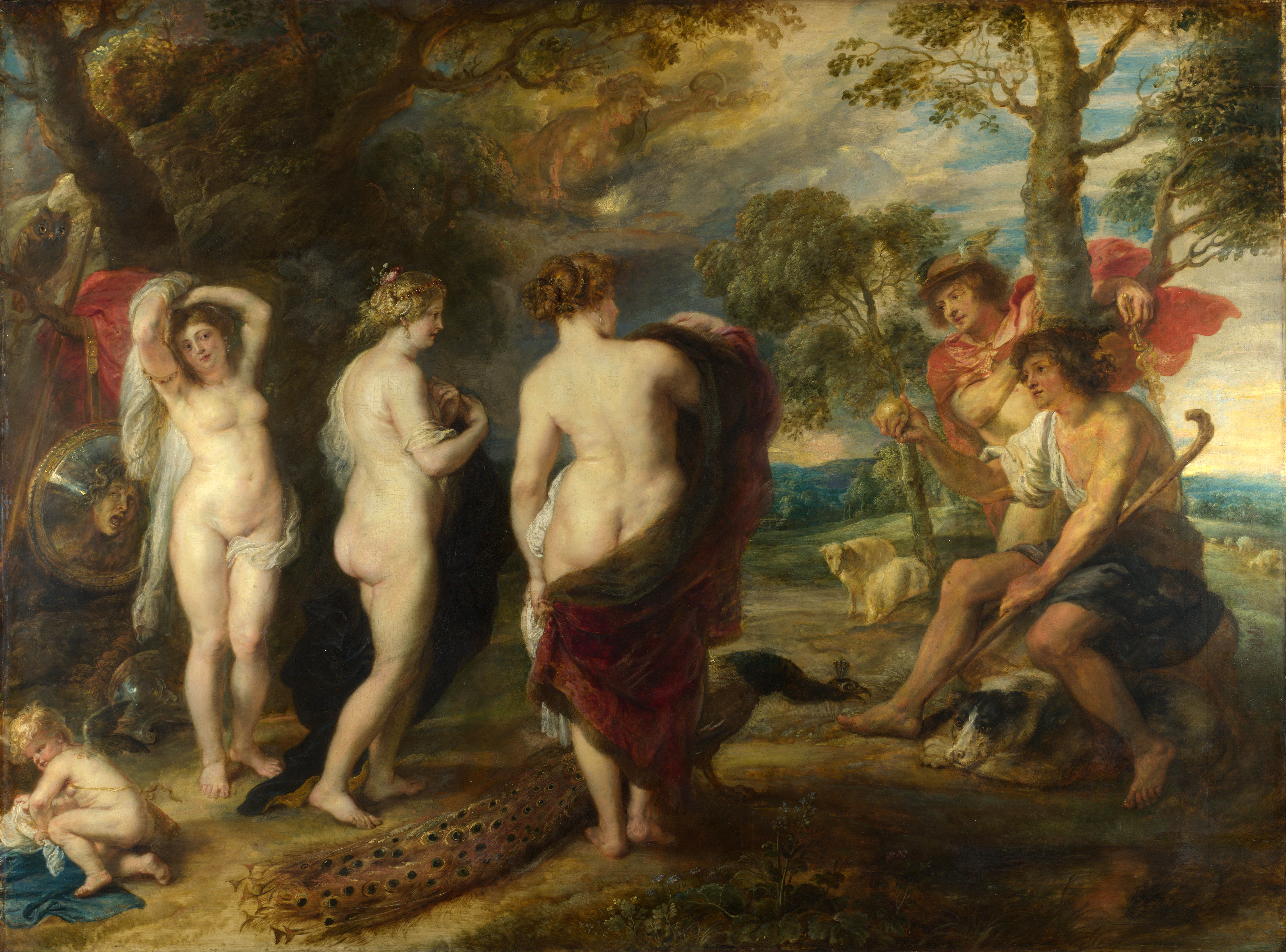
Петер Пауль Рубенс, ок. 1636
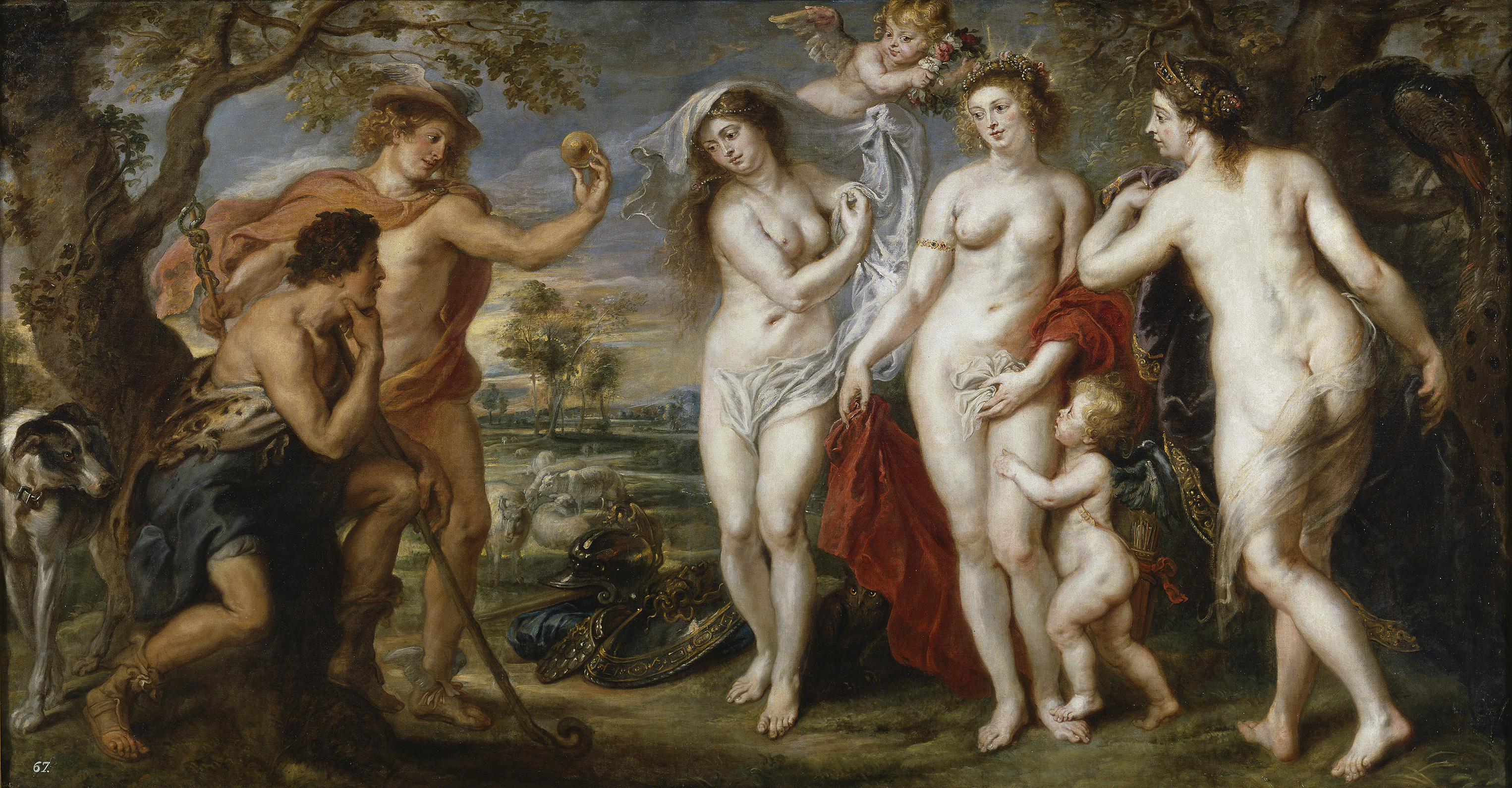
Петер Пауль Рубенс, ок. 1638-1639
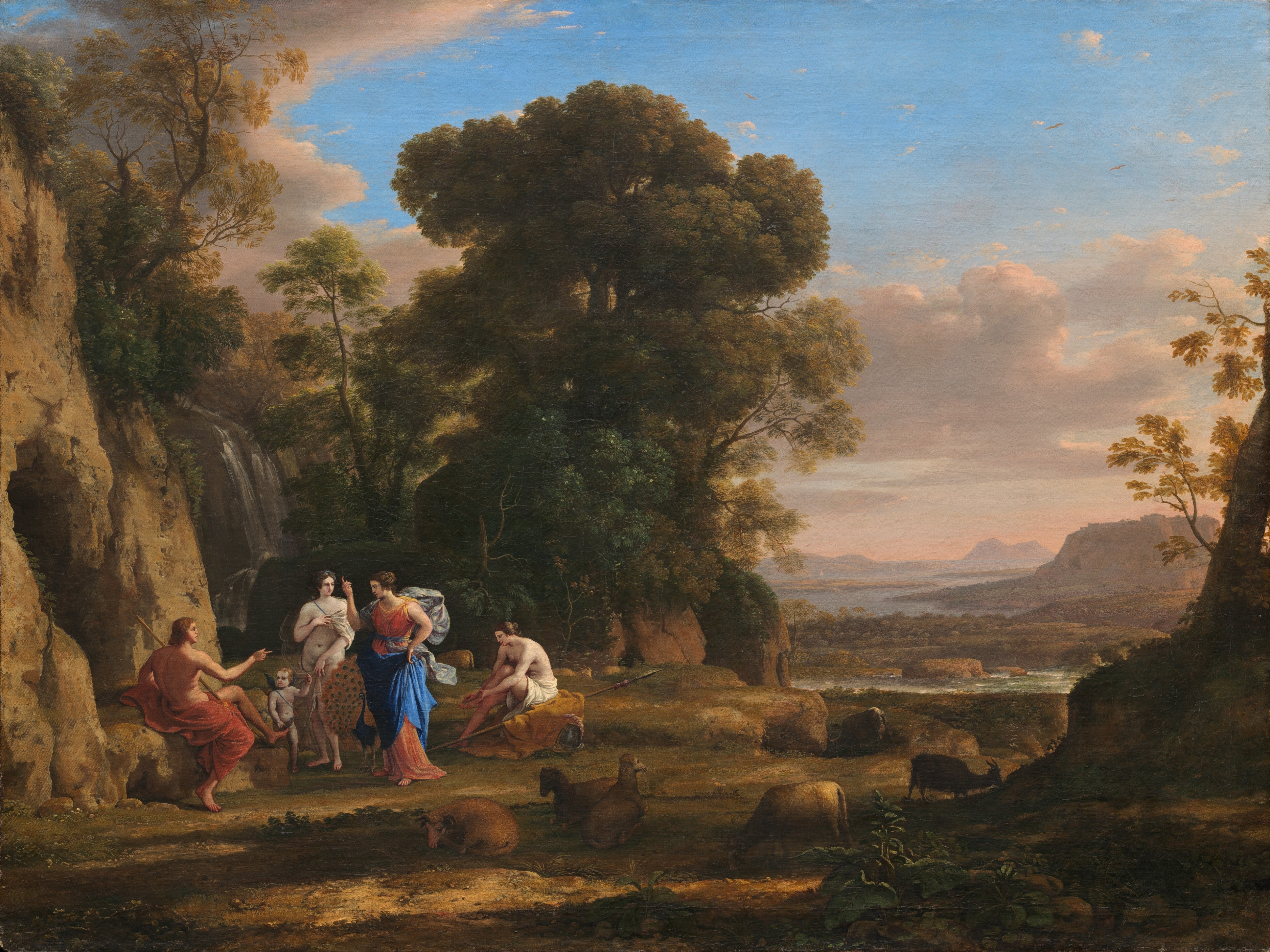
Клод Лоррен, ок. 1645-1646
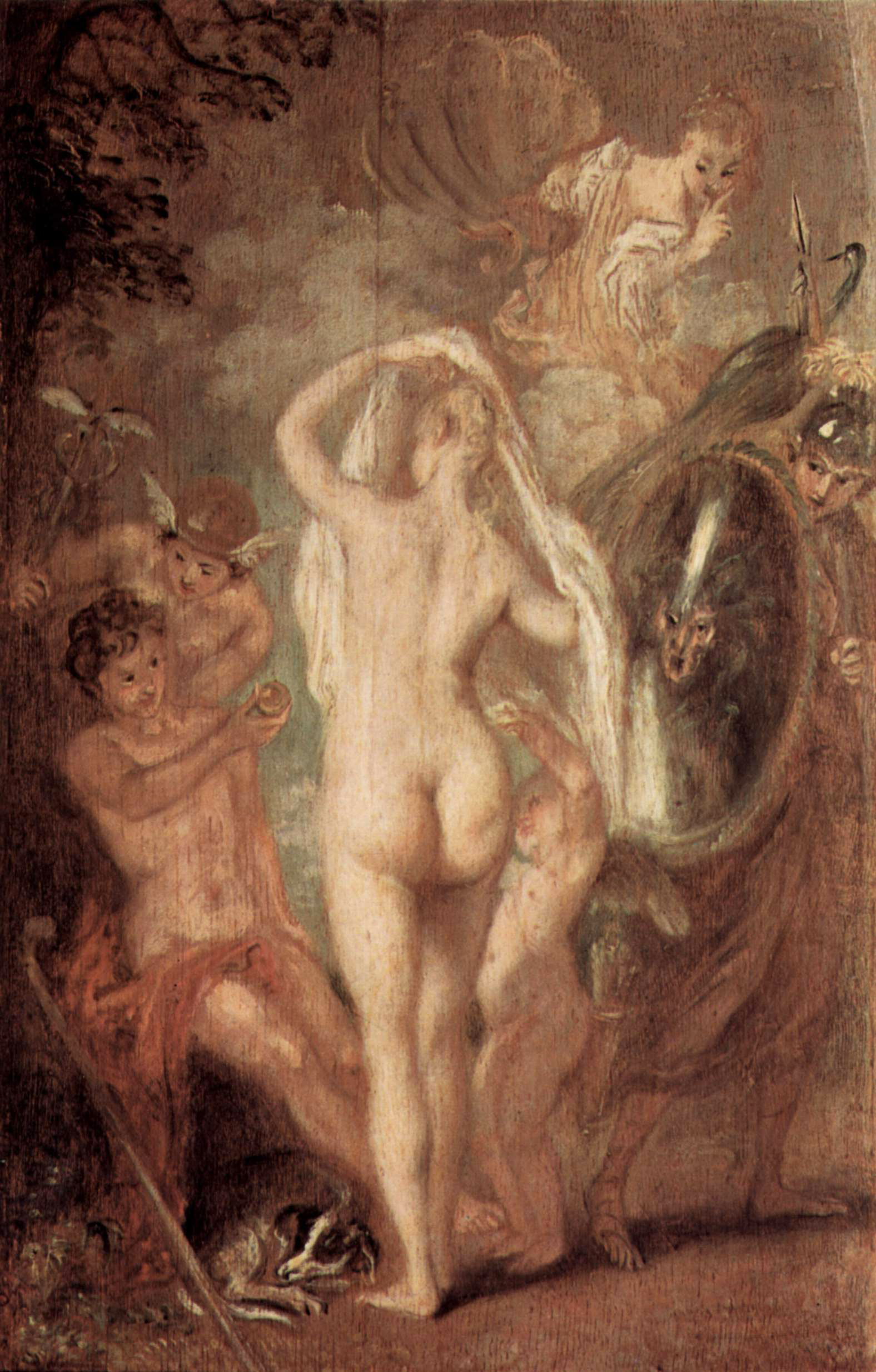
Антуан Ватто, ок. 1720
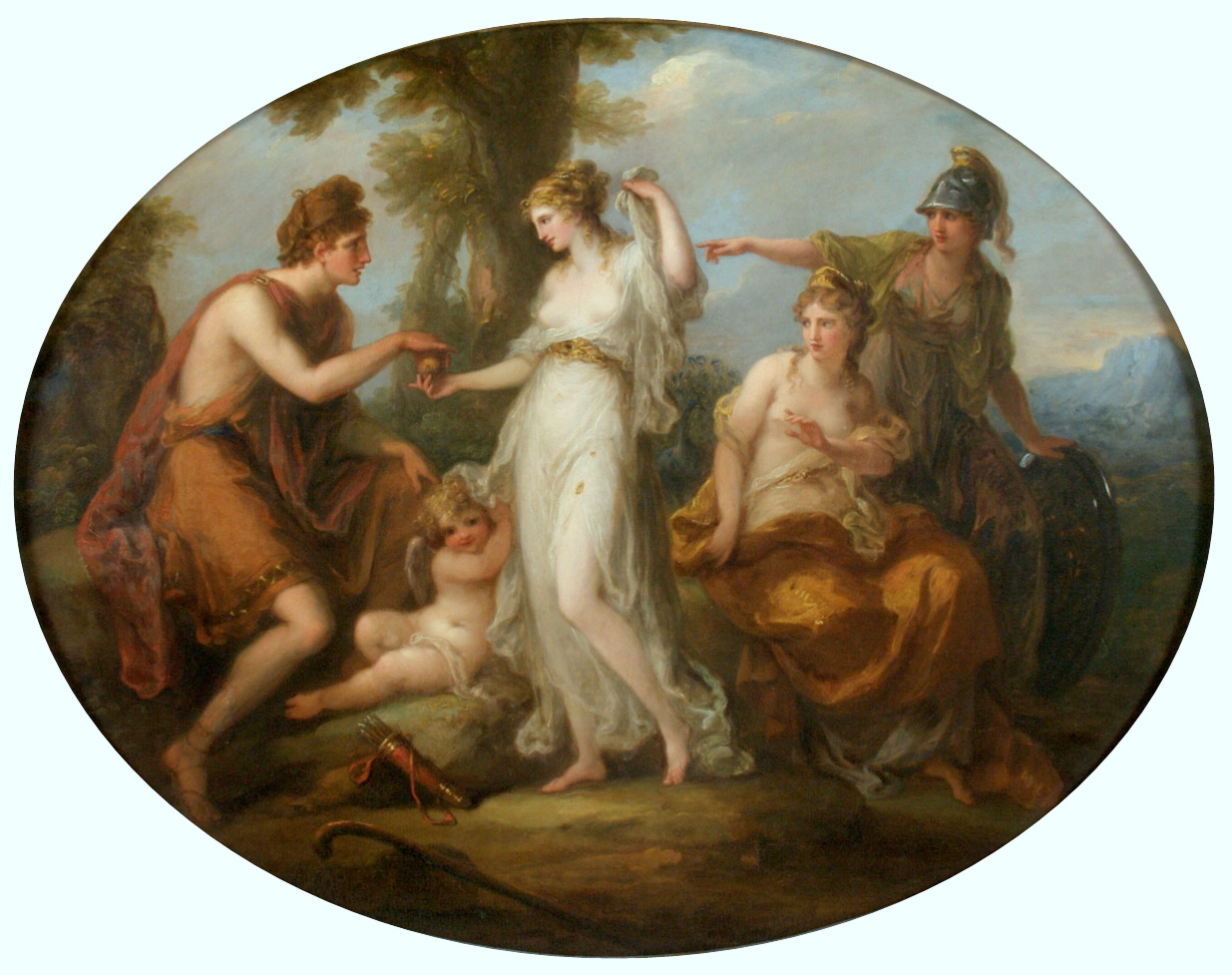
Ангелика Кауфман, ок. 1770-1797
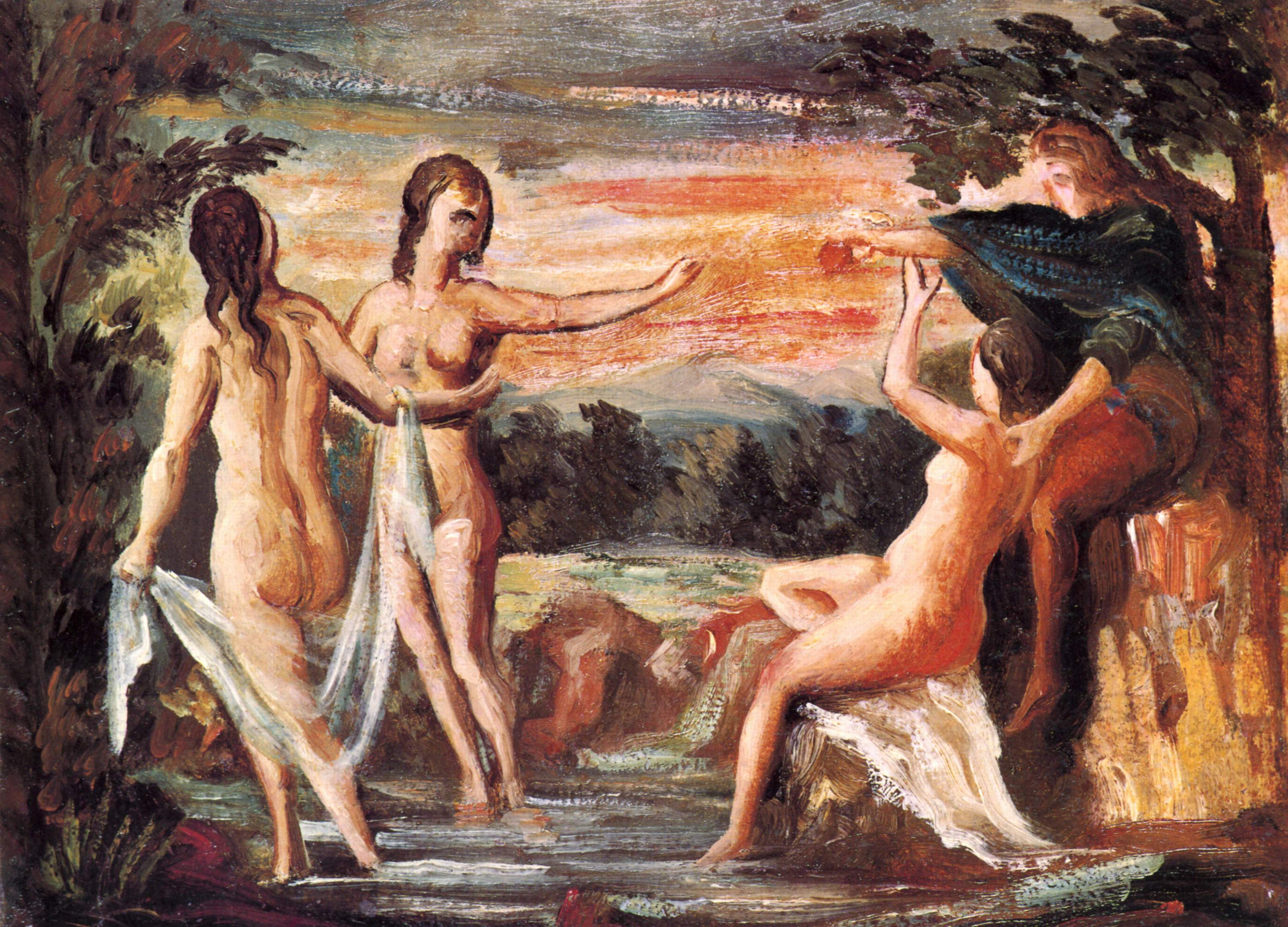
Поль Сезанн, ок. 1862-1864
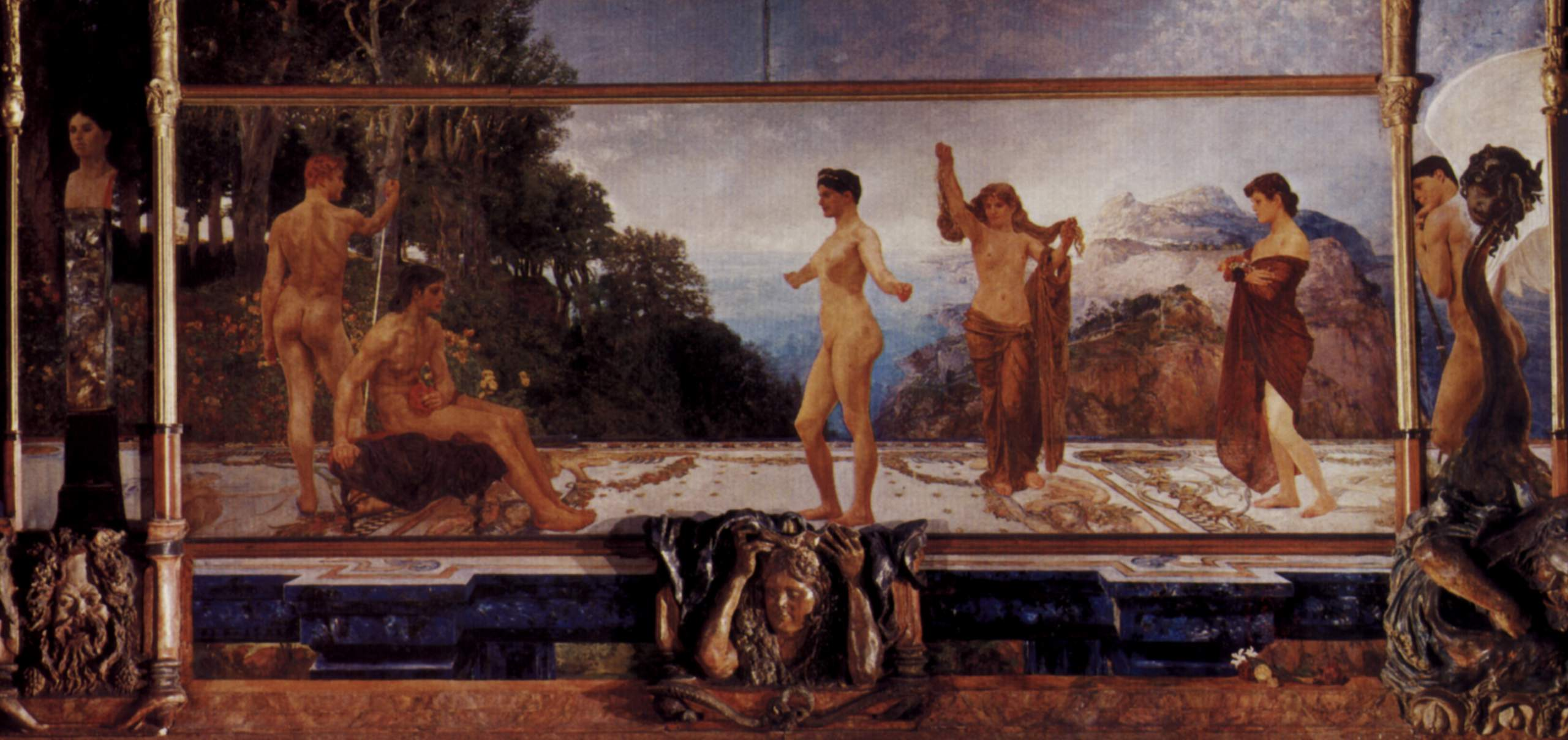
Макс Клингер, ок. 1886-1887
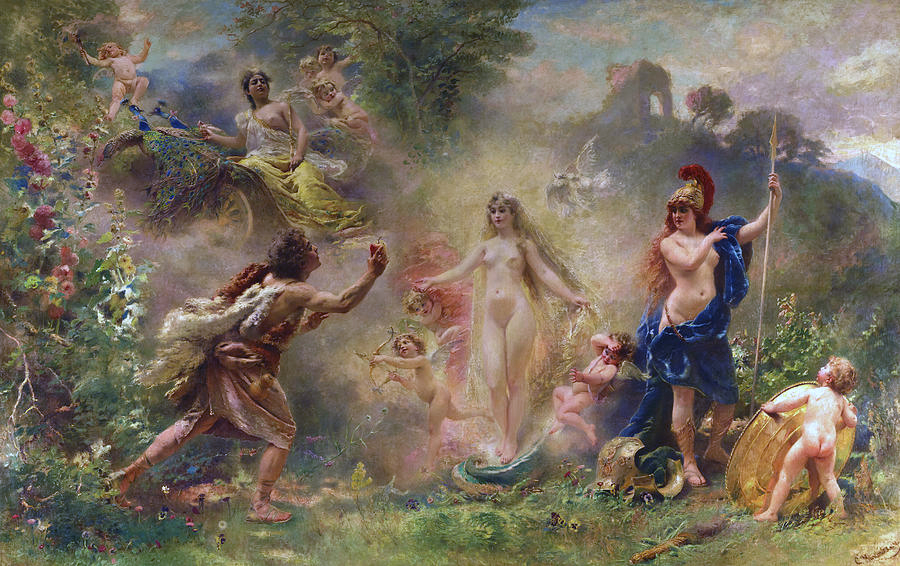
Константин Маковский, 1889
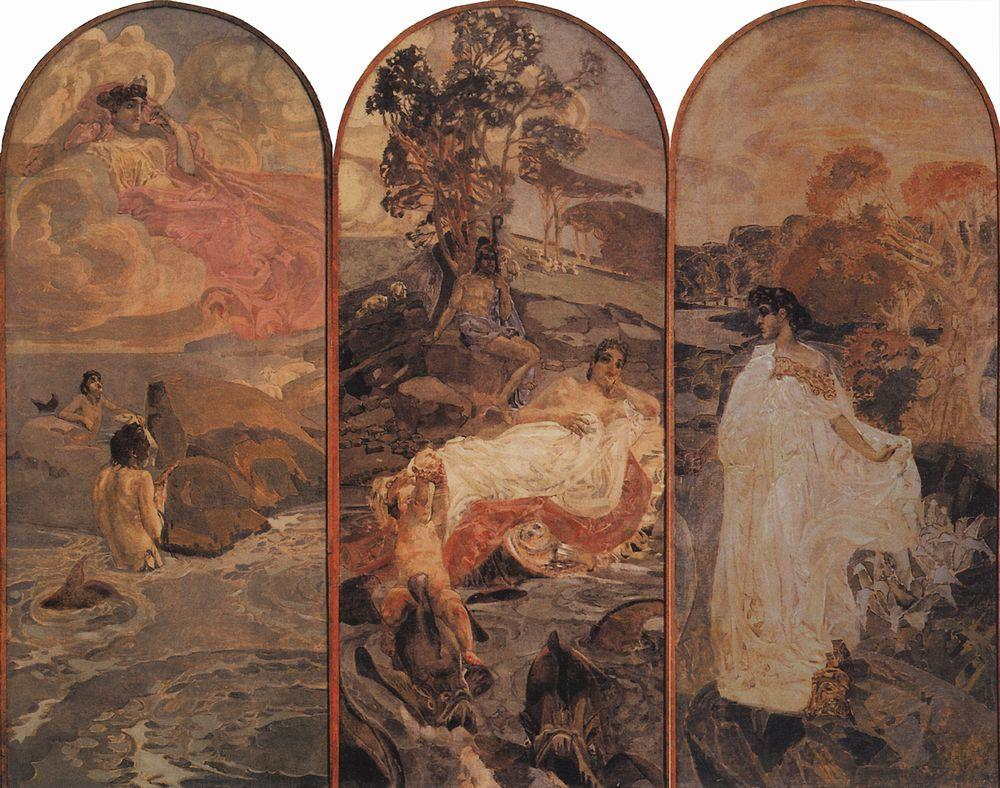
Михаил Врубель, 1893
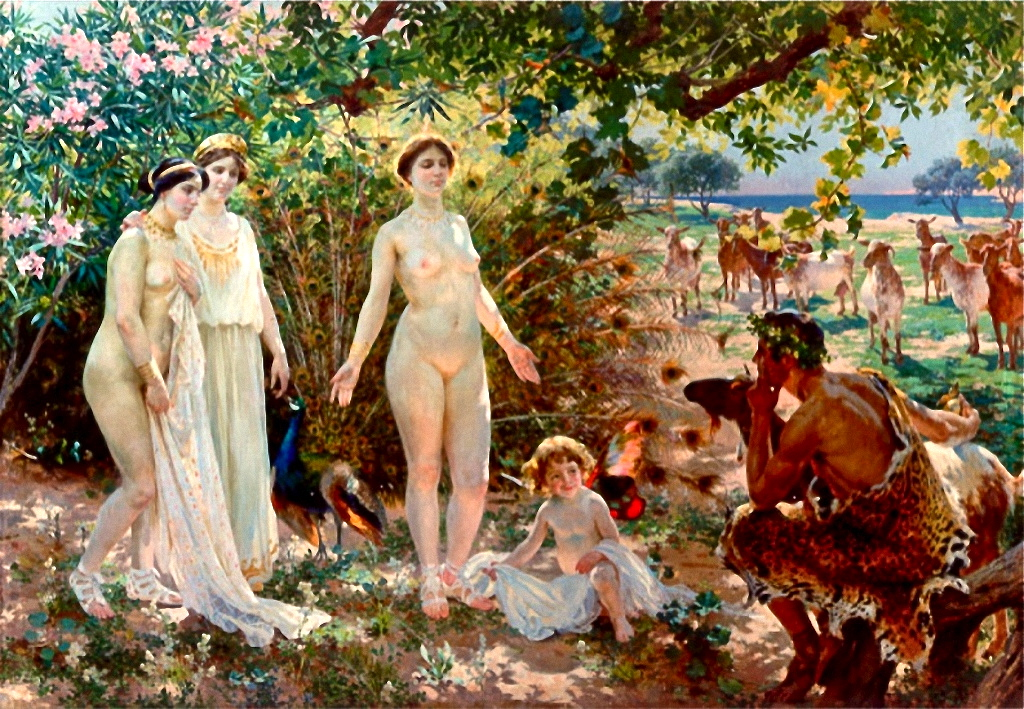
Энрике Симоне, 1904